# Gutów Duży
Gutów Duży is een plaats in het Poolse district  Piotrkowski, woiwodschap Łódź. De plaats maakt deel uit van de gemeente Grabica en telt 140 inwoners.